# Unterpreilipp
Unterpreilipp ist ein Ortsteil der Stadt Rudolstadt im Landkreis Saalfeld-Rudolstadt in Thüringen.

## Geografie
Der Ort liegt östlich direkt am Ufer der Saale. Über Ortsverbindungsstraßen nach Schwarza oder bei Cumbach kann man die Saale auf Brücken überqueren. Das Gelände der Saaleaue wird meist als Grünland genutzt. Südöstlich überragt der Weinberg als Vorberg des Kulm
die Landschaft.

## Geschichte
Unterpreilipp wurde im Dezember 1074 erstmals urkundlich erwähnt. Die Gegend um Ober- und Unterpreilipp war zeitig besiedelt. Der Weinberg bei Oberpreilipp ist ein Vorberg des Kulms. Von da aus ist ein weiter Blick in das Land, besonders in das Saaletal. Auf diesem Berg war eine befestigte Höhensiedlung, von der Funde aus der Urnenfelderzeit und beginnenden Eisenzeit geborgen worden sind. Neben der Landwirtschaft spielte der Wein- und Gemüsebau eine Rolle.
Von 1991 bis 1996 gehörte der Ort der Verwaltungsgemeinschaft Uhlstädt an. Am 1. Januar 1997 wurde das Dorf in die Stadt Rudolstadt eingemeindet.

## Sonstiges
- Wanderungen zum Schlosskulm
- Für 2500 Haushalte produziert das Saalekraftwerk Elektroenergie